# Carlos Enrique Espinoza Espinoza
Carlos Enrique Espinoza Espinoza (Puerto Ordaz, Venezuela; 25 de junio de 1992) es un futbolista venezolano que juega como delantero en Barquisimeto Sport Club de la Segunda División de Venezuela.

## Trayectoria
Inició su carrera en el Yaracuyanos Fútbol Club en el año 2012, ahí debutó en la Primera División de Venezuela bajo la dirección técnica de Alí Cañas, exactamente el 19 de agosto de 2012 en el empate 0–0 con Deportivo Táchira, entró al cambio al minuto 86 por Darwin Gómez. Disputó en total 8 partidos.
En 2013 tuvo un paso por el Llaneros de Guanare donde permaneció hasta mediados de 2014, llegó a jugar 12 partidos en dos torneos disputados. En agosto de 2014 arribó a Estudiantes de Caracas y en julio de 2015 fichó por el club de Segunda División, el Unión Atlético Falcón.
Tras una reestructuración del fútbol de Venezuela en 2017 llega a Estudiantes de Mérida donde se gana un puesto en el equipo principal y marca su primer gol en la máxima categoría venezolana el 1 de mayo de 2017 ante el Atlético Socopó, convirtió el primer gol a los 47 minutos en la victoria 0–2. Fue el goleador del equipo, en total encajó 19 goles entre 2017 y 2018.
Para la temporada 2019 llega al Caracas Fútbol Club en donde aportó con 7 goles en una espectacular campaña que llevó al título de campeón al equipo de la capital, el primero en su carrera. En enero de 2020, Espinoza firmó con Olmedo de Riobamba en Ecuador, siendo esta su primera experiencia internacional. Hizo su debut el 1 de marzo contra Independiente del Valle en el Estadio Rumiñahui, el resultado final fue victoria para Olmedo por 1–2 en la fecha 3 de la LigaPro Banco Pichincha.
Ha participado en varios partidos en diferentes ediciones de la Copa Venezuela con Estudiantes de Mérida y Caracas F. C., además a nivel de torneo internacionales ha jugado la Copa Libertadores y Sudamericana, su debut a nivel Conmebol fue el 19 de abril de 2018 en el partido de la primera fase de la Copa Sudamericana 2018 ante Deportes Temuco de Chile.

## Clubes
| Club                    | País       | Año           | PJ | Goles |
| ----------------------- | ---------- | ------------- | -- | ----- |
| Yaracuyanos F. C.       | Venezuela  | 2012 - 2013   | 2  | 0     |
| Llaneros de Guanare     | Venezuela  | 2013 - 2014   | 12 | 0     |
| Estudiantes de Caracas  | Venezuela  | 2014 - 2015   | 27 | 0     |
| Atlético Falcón         | Venezuela  | 2015 - 2016   | 38 | 0     |
| Estudiantes de Mérida   | Venezuela  | 2017 - 2018   | 63 | 20    |
| Caracas F. C.           | Venezuela  | 2019          | 40 | 7     |
| Olmedo                  | Ecuador    | 2020          | 13 | 1     |
| SC Kfar Qasem           | Israel     | 2021          | 19 | 1     |
| Gran Valencia F. C.     | Venezuela  | 2021          | 10 | 0     |
| Zulia F. C.             | Venezuela  | 2022          | 5  | 0     |
| Dynamo Puerto           | Venezuela  | 2023          | 6  | 0     |
| Yaracuyanos F. C.       | Venezuela  | 2023          | 3  | 0     |
| PFK Piešťany            | Eslovaquia | 2024          | 1  | 0     |
| El Vigía FC             | Venezuela  | 2025          | 8  | 3     |
| Barquisimeto Sport Club | Venezuela  | 2025-presente |    |       |

## Participaciones internacionales
| Torneo                 | Club                  | Resultado        |
| ---------------------- | --------------------- | ---------------- |
| Copa Sudamericana 2018 | Estudiantes de Mérida | Primera fase     |
| Copa Libertadores 2019 | Caracas F. C.         | Fase de grupos   |
| Copa Sudamericana 2019 | Caracas F. C.         | Octavos de final |

## Estadísticas
- Actualizado al 28 de abril de 2020.[12]

### Clubes
| Yaracuyanos F. C. · Venezuela |               |               |     |    |    |    |    |    |     |       |       |
| 1.ª | 2012-13       | 2             | 0   | 0  | 0  | -- | -- | 2  | 0   | 0.00  |       |
| Total club | Total club    | 2             | 0   | 0  | 0  | -- | -- | 2  | 0   | 0.00  |       |
| Llaneros de Guanare · Venezuela |               |               |     |    |    |    |    |    |     |       |       |
| 1.ª | 2012-13       | 6             | 0   | 0  | 0  | -- | -- | 6  | 0   | 0.00  |       |
| 1.ª | 2013-14       | 6             | 0   | 0  | 0  | -- | -- | 6  | 0   | 0.00  |       |
| Total club | Total club    | 12            | 0   | 0  | 0  | -- | -- | 12 | 0   | 0.00  |       |
| Estudiantes de Caracas · Venezuela |               |               |     |    |    |    |    |    |     |       |       |
| 2.ª | 2014-15       | 27            | 0   | -- | -- | -- | -- | 27 | 0   | 0.00  |       |
| Total club | Total club    | 27            | 0   | -- | -- | -- | -- | 27 | 0   | 0.00  |       |
| Atlético Falcón · Venezuela |               |               |     |    |    |    |    |    |     |       |       |
| 2.ª | 2015          | 8             | 0   | -- | -- | -- | -- | 8  | 0   | 0.00  |       |
| 2.ª | 2016          | 30            | 0   | -- | -- | -- | -- | 30 | 0   | 0.00  |       |
| Total club | Total club    | 38            | 0   | -- | -- | -- | -- | 38 | 0   | 0.00  |       |
| Estudiantes de Mérida · Venezuela |               |               |     |    |    |    |    |    |     |       |       |
| 1.ª | 2017          | 25            | 11  | 2  | 0  | -- | -- | 27 | 11  | 0.407 |       |
| 1.ª | 2018          | 31            | 8   | 3  | 1  | 2  | 0  | 36 | 9   | 0.250 |       |
| Total club | Total club    | 56            | 19  | 5  | 1  | 2  | 0  | 63 | 20  | 0.317 |       |
| Caracas F. C. · Venezuela |               |               |     |    |    |    |    |    |     |       |       |
| 1.ª | 2019          | 30            | 7   | 2  | 0  | 8  | 0  | 40 | 7   | 0.175 |       |
| Total club | Total club    | 30            | 7   | 2  | 0  | 8  | 0  | 40 | 7   | 0.175 |       |
| Olmedo · Ecuador |               |               |     |    |    |    |    |    |     |       |       |
| 1.ª | 2020          | 1             | 0   | 0  | 0  | -- | -- | 1  | 0   | 0.00  |       |
| Total club | Total club    | 1             | 0   | 0  | 0  | -- | -- | 1  | 0   | 0.00  |       |
| Total carrera | Total carrera | Total carrera | 166 | 26 | 7  | 1  | 10 | 0  | 183 | 27    | 0.148 |
| (1) Incluye datos de Copa Venezuela y Copa Ecuador. (2) Incluye datos de Copa Libertadores y Copa Sudamericana. (3) No incluye goles en partidos amistosos. |               |               |     |    |    |    |    |    |     |       |       |

## Palmarés

### Campeonatos nacionales
| Título           | Club          | País      | Año  |
| ---------------- | ------------- | --------- | ---- |
| Primera División | Caracas F. C. | Venezuela | 2019 |